# Amêndoa (Mação)
Amêndoa é uma povoação portuguesa sede da Freguesia de Amêndoa do município de Mação, freguesia com 37,00 km² de área e 387 habitantes (censo de 2021), tendo, por isso, uma densidade populacional de 10,5 hab./km².
Foi vila e sede de um pequeno concelho, constituído apenas pela freguesia da sede, até 1836, quando foi anexada ao concelho de Vila de Rei. Em 1878 passou a integrar o concelho (atual município) de Mação.

## História
Os primeiros núcleos populacionais de Amêndoa remontam a épocas pré-históricas, sendo que desta época foram encontrados alguns vestígios como a Anta do Cabeço das Penedentas no lugar de Pero Gonçalves que seria um dólmen, onde se encontrou uma placa de ardósia com dois orifícios ao alto representando um ídolo muito frequente na Lusitânia e exclusivo da Península Ibérica. Outro grande marco histórico foi a descoberta do Castro de São Miguel, na Serra da Ladeira. Na sua envolvência foi recolhido um grande espólio com objectos como mós, machados, lanças, alviões, placas de cobre gravadas, e cerâmica avulsa. Este castro, de construção celta, conserva ainda restos de uma muralha que datará de 350 a.C..
Os Romanos chamaram a esta terra Amindula, a qual se situava à beira da via romana que ia da Egitânia (Civitas Igaeditanorum) a Abrantes (Aurantes), sendo que num sítio, denominado como Coutada, foram recolhidos alguns fragmentos de “opustelatum” polícromos, partes de mosaico romano de decoração geométrica e cerâmica do século I a.C., tendo sido habitado até ao século VIII, já que foram nele encontrados fragmentos entre os quais uma fivela de cinto visigótica.
Após a reconquista aos mouros por D. Afonso Henriques em 1165, Amêndoa foi doada aos Templários, aos quais pertenceu até 1174. Em 1231, pertencia já à Ordem de São João de Jerusalém, mais tarde de Rodes, à qual tinha sido dada toda a terra de Guidintesta por D. Sancho I em 1194, sendo já uma população bastante autónoma em 1336 pois possuía juízes, almotacés, e toda a jurisdição própria de uma vila, recebendo, inclusive, todas as rendas e direitos reais. Em 1372, D. Fernando I doou a D. Afonso Fernandes de Lacerda, entre outras coisas, metade da vila com todas as jurisdições, a qual, mais tarde, veio a recair nos Senhores de Belas e Senhores e depois Condes de Pombeiro.
No ano de 1514, por ordem de D. Manuel I, passou a ser comenda da Ordem de Cristo, e, em 1527, D. João III ordenou a realização do primeiro "Recenseamento Geral da População". Nesta data, Amêndoa registava 36 fogos e 162 habitantes, sendo que a vila viria ainda a ser Senhorio dos Condes de Abrantes e, por sucessão, dos Condes de Penaguião e Marqueses de Fontes, depois Marqueses de Abrantes.
Após mais de seiscentos anos como concelho, em 1836, Amêndoa desceu à categoria de freguesia, sendo integrada no concelho de Vila de Rei até 1878, ano em passou a fazer parte do concelho (atual município) de Mação.

## Património
A Igreja de Nossa Senhora da Conceição era um templo do século XIII, já incluído no "Catálogo de todas as Igrejas de Portugal do ano de 1320". Era uma igreja de três naves onde podiamos admirar um cadeirão feito em madeira do Brasil com couro lavrado, com pregaria amarela e com o brasão dos Castros. Aqui existia, também, um prato de ofertas de latão com uma inscrição gótica. Podíamos, ainda, observar pinturas sobre tela, figurando São Miguel, do século XIX. Foi, entretanto, demolida no início dos anos de 1990, restando apenas a torre. Parte do espólio encontra-se na actual igreja matriz.
- Igreja Matriz
- Castro de São Miguel de Amêndoa
- Torre da antiga Igreja de Nossa Senhora da Conceição de Amêndoa
- Cruzeiro
- Capelas de Santo António, Nossa Senhora da Gargantada, Santo Isidro (Chão de Lopes), Espírito Santo, Santa Margarida e Santa Maria Madalena.

## Localidades
- Aldeia de Eiras
- Amêndoa
- Cabo
- Chão da Bica
- Chão de Lopes
  - Chão de Lopes Grande
  - Chão de Lopes Pequeno
- Cimo do Vale
- Fonte de Amêndoa
- Gargantada
- Granja
- Juntos
- Martinzes
- Monte Fundeiro
- Palheirinhos
- Pé da Serra
- Perogonçalves
- Revelha
- Vale de Vacas
- Robalo
- Vinha Velha

Nota: No ano de 1864, pertencia ao concelho de Vila de Rei, Distrito de Castelo Branco. Por decreto de 30 de maio de 1877, passou a pertencer ao atual concelho (município) e ao Distrito de Santarém.	

## Demografia
A população registada nos censos foi:
| Distribuição da População por Grupos Etários | Distribuição da População por Grupos Etários | Distribuição da População por Grupos Etários | Distribuição da População por Grupos Etários | Distribuição da População por Grupos Etários |
| -------------------------------------------- | -------------------------------------------- | -------------------------------------------- | -------------------------------------------- | -------------------------------------------- |
| Ano                                          | 0-14 Anos                                    | 15-24 Anos                                   | 25-64 Anos                                   | > 65 Anos                                    |
| 2001                                         | 59                                           | 54                                           | 280                                          | 265                                          |
| 2011                                         | 21                                           | 38                                           | 233                                          | 223                                          |
| 2021                                         | 18                                           | 13                                           | 165                                          | 191                                          |

## Atividades Económicas
Silvicultura, serração de madeiras, transformação de carnes, agricultura e comércio.

## Feiras
- Mercado Semanal (domingo)
- Feira Anual (1.º domingo de agosto)

## Festas e Romarias
- Santa Cruz (1.º domingo de maio)
- Festa de Santo Isidro - Chão de Lopes (15 de agosto)

## Gastronomia
- Maranhos
- Morcela de arroz
- Tigeladas

## Artesanato
- Mantas de trapos

## Coletividades
- Associação Desportiva e Recreativa de Chão de Lopes - ADRC "Serra do Santo" de Amêndoa
- Associação da Música Amendoense - Associação da Gargantada, de Monte Fundeiro, do Cabo e de Robalo